# ケンタウルス座ラムダ星
ケンタウルス座λ星は、ケンタウルス座の恒星で3等星。

## 特徴
『Lower Centaurus Crux』のメンバーとされる。
主星Aaは伴星を2つ持つ。離角1秒未満の伴星Abは、90天文単位で公転周期335年、離角16秒の伴星Bは、AaとAbのペアから最低でも2000天文単位離れて公転周期34000年以上となる。BからAaとAbを見ると、離角2から3度となる。
| 指標         | 構成要素 | 構成要素    | 構成要素 |
| 指標         | Aa       | Ab          | B        |
| ------------ | -------- | ----------- | -------- |
| スペクトル型 |          | A           |          |
| 視等級       |          | 7（赤外線） | 11.5     |
| 絶対等級     |          |             |          |
| 質量 (M☉)    |          | 2           |          |
| 半径 (R☉)    | 10       |             |          |
| 光度 (L☉)    | 955      |             |          |
| 表面温度 (K) |          |             |          |